# Précordialgie
 (mai 2021).
Si vous disposez d'ouvrages ou d'articles de référence ou si vous connaissez des sites web de qualité traitant du thème abordé ici, merci de compléter l'article en donnant les références utiles à sa vérifiabilité et en les liant à la section « Notes et références ».
La précordialgie est une douleur thoracique située dans la région thoracique antérieure gauche, par extension devant le cœur (le terme "précordial" désignant la zone anatomique située à l'avant du cœur).
C'est un signe sémiologique cardiologique apparaissant souvent comme la conséquence d'un stress, lors d'un effort ou d'une frayeur. Elle désigne essentiellement les fausses angines de poitrine.
Les motifs les plus fréquents pour la consultation d'un médecin sont :
1. irradiations (coronariens, vaisseaux du cou et bras gauche)
2. Intensité souvent atroce
3. Siège[C'est-à-dire ?] (rétro sternal et autre)

La « précordialgie de Huchard », appelé également « signe de Huchard » ou « symptôme de Huchard », est  la manifestation de l'hypertension artérielle. Elle est désignée ainsi en raison de sa découverte par le cardiologue français Henri Huchard.

## Traitement
Il n’y a pas de remède connu pour ce trouble transitoire, qui est bénin malgré la douleur qu'il peut causer. La position de la douleur fait facilement craindre un indicateur d’une crise cardiaque ou d’une autre affection plus grave, cependant les symptômes sont très différents[C'est-à-dire ?].